# Тараненко Лілія Іванівна
Тараненко Лілія Іванівна (23 лютого 1923, с. Гуляйполе, нині Звенигородський район, Черкаська обл. — 15 червня 2012, с. Ягідне, Бахмутський район, Донецька обл.) — видатна українська селекціонерка, вчена-агрономка, старша наукова співробітниця Бахмутської (раніше — Артемівськ, Донецька обл.) дослідної станції Інституту садівництва Української академії аграрних наук (УААН), заслужена агрономка України.

## Життєпис
Лілія Іванівна Тараненко народилась 23 лютого 1923 року в Україні — селі Гуляйполе Катеринопільського району Київської області (нині — Черкаська область).
У 2-річному віці, після розлучення батьків, разом з матір'ю, переїхала на проживання до батьків матері в місто Саратов. У 1940 році закінчила середню школу.
У 1940—1945 роках навчалася у Саратовському сільськогосподарському інституті. Під час війни два з половиною роки працювала: разом з іншими студентами рятувала врожай у Республіці німців Поволжя, копала бронетанкові рови, півроку трудилася в радгоспі трактористкою.

## Наукова робота
З 1945 по 1947 р.р. Тараненко Л. І. працювала лаборанткою кафедри селекції Саратовського сільськогосподарського інституту.
У 1945—1949  р.р. навчалася в аспірантурі Саратовського сільськогосподарського інституту, була активною і послідовною популяризаторкою мічурінського вчення, що викликало проти неї, вченої-початківця, кампанію жорсткого переслідування послідовниками помилкового вчення  «лисенківщини». Вона була звинувачена в «космополітизмі», що унеможливило подальше продовження власних наукових досліджень за темою  дисертації. В цей же період життя додалися проблеми вже політичного походження, адже вона була онукою репресованого і розстріляного 1937 року «ворога народу». Зазнав репресій і вітчим Лілії Тараненко, який відбував покарання на Біломорсько-Балтійському каналі та Колимі.
У 1949 році Лілія Іванівна Тараненко вимушена була повернутися в Україну, де «лисенківщина» ще не була так широко вкорінена.
З грудня 1949 року Л. І. Тараненко була призначена на посаду старшої наукової співробітниці Донецького опорного пункту садівництва (потім — Бахмутська (Артемівська) науково-дослідна станція Інституту садівництва Української Академії аграрних наук), в якій  Лілія Іванівна працювала протягом 62 років, практично без перерв, до самого останнього дня свого життя.
Тараненко Л. І. — авторка 21 виведеного сорту кісточкових порід (черешня, вишня, слива, терен, алича, персик, абрикоса, яблуня, айва), з яких 19 районовані в Україні та 6 — в Росії. В одному з найскладніших, за кліматичними умовами, регіоні країни селекціонерка створила цілу серію чудових по морозостійкості та посухостійкості сортів плодових, які не поступаються за якістю південним. Сорти кісточкових порід Тараненко вирощуються в Середній Азії, на Кавказі, їх випробували в Польщі, Угорщині, Франції, Китаї, США. Але  більше 10 сортів, що були отримані в останні роки життя Лілії Іванівни, були передані нею  на державні сортовипробування і доля їх невідома.
Тараненко Л. І. — авторка понад 100 наукових робіт з селекції плодових культур і садівництва, авторка широко відомої в наукових колах і серед селекціонерів «Методики прискореної селекції плодових культур».
15 червня 2012 року, на 90-му році життя, Лілія Іванівна Тараненко завершила свій  життєвий шлях. Похована в селищі Опитне Бахмутського району Донецької області.

## Нагороди і відзнаки
- Заслужена агрономка України
- Лауреатка «Золотої медалі» Ерфуртської міжнародної сільськогосподарської ярмарки[5] (Німеччина) за ряд  сортів авторської селекції, експонованих на ній.

## Сорти селекції Тараненко Л. І.
- ЧЕРЕШНЯ: Рання розовинка, Джерело, Валерія, Ярославна, Прощальна, Леся, Донецька красуня, Василіса, Дончанка, Аннушка, Аеліта, Етика, Катюша, Донецький вуглик, Сестричка, Амазонка, Студентка
- ВИШНЯ: Чудо-вишня, Шпанка донецька, Нічка, Донецький великан, Ксенія, Зваба, Слов'янка
- СЛИВА: Синичка, Ренклод ранній, Ренклод Карбишева, Венгерка Донецька рання, Донецька консервна
- ТЕРЕН: Терен донецький великоплідний
- АЛИЧА: Надрання, Чорнушка, Дончанка рання, Машенька, Генерал, Тетяна, Сливоподібна, Бархатна, Гармонія, Найдьониш, Лимонна, Сонячний зайчик
- АБРИКОС: Син Табарзи, Морозотривкий, Донецький солодкоядерний
- ПЕРСИК: Донецький жовтий, Сіянець Старка;
- АЙВА: Донецька грушоподібна
- ЯБЛУНЯ: Кальвіль донецький

## Вибрані статті
- Кісточкові культури: клімат і грунти / Л. І. Тараненко // Земля моя годувальниця. — 2012. — № 1 (4 січ.).
- Селекция и сортоизучение сливы и алычи крупноплодной: итоги и задачи / Л. И. Тараненко, А. И. Сычев // Садоводство и виноградарство. — 1996. —  №1. — С. 18—20. — (рос.).
- Селекция сливы в Донбассе / Л. И. Тараненко // Селекция и технология возделывания плодовых культур. —  М., 1978. — С. 23—28. —    (рос.).
- Селекция черешни в Донбассе / Л. И. Тараненко // Садоводство и виноградарство. — 1999. — № 6. — С.13—15. — (рос.).
- Південні культури просуваються на північ / Л. І. Тараненко // Дачник. — 2008. — № 3.
- Черешня очень раннего срока созревания / Л. И. Тараненко, А. И. Сычев // Садоводство и виноградарство. — 1990. — № 6. —С. 34—35. — (рос.).